# Кавалкада (филм из 1933)
Кавалкада (енгл. Cavalcade) је амерички епски драмски филм из 1933. године у режији Френка Лојда. Сценарио Реџиналда Берклија и Соње Левијен заснован је на истоименој драми Ноела Кауарда из 1931. године. У филму главне улоге тумаче Дајана Винјард и Клајв Брук.
Прича представља поглед на енглески живот током прве трећине 20. века од Нове године 1899. до Нове године 1933, из угла добростојећих становника Лондона, Џејн и Роберта Мериота, њихове деце, њихових блиских пријатељи и њихових слуга. Неколико историјских догађаја утиче на животе ликова или служи као филмска поставка, укључујући Други бурски рат, смрт краљице Викторије, потапање РМС Титаника и Први светски рат. Током целог филма, пролазак година је назначен датумима на насловним картицама, са средњовековном кавалкадом која маршира у позадини.
Филм је освојио три Оскара, укључујући оне за најбољи филм и најбољу режију.

## Радња
Последњег дана 1899. године, Џејн и Роберт Мериот, пар из више класе, враћају се у своју градску кућу у отменом делу Лондона пре поноћи, како би могли да одрже своју традицију прославе Нове године уз поноћну здравицу. Џејн је забринута јер се Роберт придружио Империјалним добровољцима као официр, и ускоро ће отићи да служи у Другом бурском рату. Батлер Мериотових, Алфред Бриџиз, придружио се добровољцима као редов и такође ускоро одлази. Његова супруга Елен, собарица Мериотових, брине се шта ће бити са њом и њиховом новорођеном бебом Фени ако Алфред буде убијен или озбиљно повређен. У поноћ, породице Мериот и Бриџиз наздрављају новом веку, док Кук плеше са другим весељацима на улици. Док је Роберт одсутан у рату, Џејнина пријатељица Маргарет Харис јој прави друштво и пружа јој емоционалну подршку. Роберт и Алфред се враћају кући неповређени, а Роберт је проглашен витезом за своју службу.
Алфред објављује да је купио сопствени паб новцем који је делимично обезбедио Роберт, као и да ће он и Елен напустити Мериотове и преселити се у сопствени стан. Док особље у приземљу пије чај да прослави Алфредов повратак, добијају вест о смрти краљице Викторије.
Неколико година касније, Алфред је постао алкохоличар и лоше управља пабом. Елен планира пријатно друштвено вече када Џејн и њен син Едвард, који је сада студент на Оксфорду, посете стан Бриџизових. Елен не говори Алфреду за посету и лаже Мериотове да он не може да им се придружи због повреде ноге. Алфред се појављује пијан, понаша се грубо и уништава лутку коју је Џејн дала Фени, због чега Фени бежи. Алфред је јури на улицу, где га прегази ватрогасно возило.
Следеће године, Мериотови сусрећу Елен и Фени на обали, где оне живе од прихода од паба, који је сада у Еленином власништву. Фени је постала талентована плесачица и певачица. Едвард се заљубио у своју другарицу из детињства Едит Харис. Породица сведочи историјском лету Луја Блерија преко Ламанша. Едвард и Едит се венчавају и потом страдају у потонућу Титаника.
Роберт и Џо Мериот служе као официри у Првом светском рату. Док је на одсуству, Џо се поново повезује са Фени, која је сада извођачица у ноћном клубу. Фени и Џо се заљубљују и Џо проводи већину свог одсуства са њом, без знања својих родитеља. Он предлаже брак, али она оклева да прихвати због разлике у њиховим друштвеним класама. Непосредно након што је примирје објављено 1918. године, Елен открива Џејн за везу њихове деце и захтева да се Џо ожени Фени када се врати. Док се Џејн и Елен расправљају, Џејн добија телеграм који је обавештава да је Џо погинуо у борби.
Филм се завршава на Нову годину 1933. године, а Џејн и Роберт, сада остарели, настављају своју традицију прославе Нове године поноћном здравицом за своје успомене, али и за будућност.

## Улоге
| Глумац          | Улога          |
| --------------- | -------------- |
| Дајана Винјард  | Џејн Мериот    |
| Клајв Брук      | Роберт Мериот  |
| Уна О’Конор     | Елен Бриџиз    |
| Херберт Мандин  | Алфред Бриџиз  |
| Берил Мерсер    | Кук            |
| Ајрин Браун     | Маргарет Харис |
| Темпе Пигот     | госпођа Снапер |
| Мерл Тотенхем   | Ени            |
| Френк Лотон     | Џо Мериот      |
| Урсула Џинс     | Фени Бриџиз    |
| Маргарет Линдси | Едит Харис     |
| Џон Ворбертон   | Едвард Мериот  |

## Продукција
Сниматељи журнала Фок Мувтонеа послати су у Лондон да сниме оригиналну сценску продукцију као водич за адаптацију филма.
Френк Борзејги је првобитно планирао да режира филм, али је напустио пројекат и у јуну 1932. отишао да ради на другом пројекту. Директор продукције компаније Фокс Винфилд Р. Шија одлучио је да користи британског редитеља због сцене филма, а Френк Лојд је доведен у састав. Производња се одвијала од почетка октобра до 29. новембра 1932.
Филм је био један од првих који је употребио речи проклетство и пакао и друго. Они су коришћени у представи. Постојала је забринутост у канцеларији Хејс да би ово могло да буде преседан. Цитиран је председник Фокс Сидни Кент који је рекао да благе вулгарности „не могу увредити ниједну особу; и, на крају крајева, то је била права сврха Кодекса. А што се тиче употребе стварања преседана који би могли да следе други продуценти, најбољи одговор би био да би свако ко би могао да направи тако добру слику као што је Кавалкада могао бити оправдан да следи преседан.“
Филм је премијерно приказан у Њујорку 5. јануара 1933. године, али је у биоскопима изашао тек 15. априла.

## Пријем
Филм је био инстант комерцијални успех, зарадио је 1.004.000 долара од изнајмљивања у Северној Америци и 3,5 милиона долара од изнајмљивања широм света. У УК је зарадио преко милион долара. На крају је остварио процењени профит од 2.500.000 фунти током свог почетног приказивања у биоскопима.
Мордаунт Хол из Њујорк Тајмса назвао је филм „ најупечатљивијим“ и додао: „У свим његовим сценама постоји педантна пажња ка детаљима, не само у мизансцену... већ и у избору играча... Развијен је са тако израженим добрим укусом и уздржаношћу да ће се многима замаглити око након што виде ову продукцију.“
Ово је наводно био омиљени филм Адолфа Хитлера.
Филм има позитивну оцену од 66% на веб локацији за прикупљање рецензија Rotten Tomatoes на основу 35 рецензија, са просечном оценом 5,90/10. Консензус сајта гласи: „Иако је солидно одглумљен и пријатан за гледање, Кавалкада недостаје кохезија и жртвује истинску емоцију ради безобразности.“

## Награде и почасти
Филм је освојио Оскара за најбољи филм, Френк Лојд је освојио Оскара за најбољу режију, а Оскара за најбољу уметничку режију добио је Вилијам С. Дарлинг. Дајана Винјард је била номинована за Оскара за најбољу глумицу, али је изгубила од Кетрин Хепберн за Ладолеж.
Кавалкада је био први филм у продукцији Fox који је освојио Оскара за најбољи филм, и једини пре него што се спојио са 20th Century Studios 1935. и формирао 20th Century Studios.
Филмска архива Академије архивирала је Кавалкаду 2002.

## Кућни медији
Кавалкада је објављен у САД на ВХС-у 1993.
Кавалкада је првобитно објављен на ДВД-у 7. децембра 2010, као најранији запис у 75-филмској, тротомној Twentieth Century Fox 75th Anniversary Collection, престижном сету са почетном ценом од скоро 500 долара. Са ДВД и Блу-рај издањима Крила 24. јануара 2012, филм је постао једини добитник Оскара за најбољи филм који није доступан на самосталном ДВД-у у Региону 1.
На крају је објављен одвојено на америчком Блу-реј/ДВД-у 6. августа 2013, након што је добио највише гласова на Фоксовој онлајн анкети.
Филм је такође доступан за изнајмљивање или куповину у ХД-у на разним дигиталним услугама које су ограничене у САД.